# Ханаан
Ханаа́н (финик. 𐤊𐤍𐤏𐤍 [kĕnaˈan]; др.-евр. 𐤊𐤍𐤏𐤍‬ / כנען‬ [kă.ˈna.ʕan]; ивр. כְּנַעַן‎ [k(e)ˈna.ʔan]; аккад. 𒆳𒆠𒈾𒄴𒈾 [kiˈnaχ.num]; арам. ܟܢܥܢ [kənaʕən]; др.-греч. Χαναάν [xa.naˈan]; араб. كَنْعَانُ‎ [kan.ʕaːn]; грабар Քանան [kʰɑˈnɑn]) — западная часть Плодородного полумесяца. Это название в древности носила, собственно, Финикия.
В Библии Ханаан — Земля обетованная, то есть обещанная Богом народу Израиля (Быт. 17:8; Исх. 6:4). В Библии название Ханаан иногда употребляется по отношению ко всей территории Сирии и Эрец-Исраэль, но обычно относится только к прибрежной полосе. Ханаан в целом также известен как Земля Израиля.
В настоящее время эта территория поделена между Сирией, Ливаном, Израилем и Иорданией.

## Название
Имя страны [ārāṣ kĕna'an] по одной версии, возможно, означает «страна пурпура».
По другой версии, происходит от имени древнеханаанского бога подземного огня Хена (Кена) в раннеземледельческих культурах.
По одному из финикийских преданий бог Хна (Кен) и его супруга Хенат (Кенат) являлись родоначальниками финикийцев-ханаанеев (возможно, части племён); к нему же восходит название долины Геенна под Иерусалимом, «гей бен хенном», что означает «земля (долина) сыновей Еннома».

## История
Древний Ханаан был заселён различными народами западносемитского происхождения (такими как ханаанеи и аморреи), индоевропейского (хетты), а также смешанного (иевусеи, — что находит подтверждение также и в Библии (Иез. 16:3)), и представлял собой чересполосицу враждовавших между собой царств и городов-государств. Расположенный между территориями Древней Месопотамии и Древнего Египта, Ханаан, с одной стороны, находился в центре цивилизации Древнего Востока, а с другой стороны, постоянно подвергался внешним нашествиям. Жители Ханаана первыми в древнем мире научились добывать из моллюсков пурпур и окрашивать им одежды; выходцы из этой земли — финикийцы — основали множество колоний на берегах Средиземного моря, в том числе Карфаген. Ханаан является родиной алфавита, лёгшего в основу греческой и латинской систем письма, происходя от протосинайского письма.
Согласно Библии, завоевание Ханаана евреями во главе с Иисусом Навином, (первоначальное его имя Осия), произошло после Исхода из Египта. Ханаан-Земля Обетованная.
Сопоставление времени появления в Ханаане еврейских семитско-хамитских племён во второй половине 2-го тысячелетия до н. э. (по оценкам большинства историков, XIII век до н. э.) со временем разрушения городов Ханаана проблематично, поскольку последние археологически датируются в промежутке от XV до середины XII века до н. э.
Согласно Книге Иисуса Навина, многие города (в том числе Иерихон, Вефиль, Ай) были взяты под предводительством Иисуса Навина, некоторые племена на завоёванной территории были полностью уничтожены, а некоторые после военного поражения остались жить среди завоевателей. Появление на этой территории одного из народов моря, филистимлян, принесло новое название — Палестина. Самым большим государственным образованием, существовавшим на его территории, было объединённое царство Израиля и Иудеи во времена царей Саула, Давида и Соломона (образовано в XI веке до н. э., распалось около 930 года до н. э.).

## Письменность
Самым большим вкладом ханаанеев в мировую цивилизацию является изобретение алфавитного письма в период между 2000-ми и 1600-ми годами до н. э. Благодаря влиянию египтян основным писчим материалом в Ханаане стал папирус. Поскольку папирус в местных климатических условиях хранится очень недолго (в отличие от Египта), образцы раннего алфавитного письма чрезвычайно редки. До нашего времени дошло лишь несколько надписей на более прочных материалах, например, имена, нацарапанные на чашах.

## Торговля
Основным занятием жителей побережья была торговля, составлявшая столь важную часть жизни ханаанеев, что в древнееврейском языке слово «ханааней» стало означать «купец» — именно такое значение оно имеет, например, в книге Притчей Соломоновых (31:24).
Главными портами были Тир, Сидон, Бейрут и Библ, расположенные в северной части Ханаана (на побережье современного Ливана). Отсюда в Египет, Грецию и на Крит везли кедровую древесину, кувшины с оливковым маслом и вином, другие товары. Привозили же сюда предметы роскоши и папирус из Египта, гончарные и металлические изделия из Греции. Важной статьёй средиземноморской торговли ханаанеев была работорговля. На севере ханаанского побережья (близ современной Латакии) лежал крупный город Угарит, население которого было близко ханаанеям по языку, культуре и уровню экономического развития. Угарит был одним из важнейших и богатейших торговых центров Восточного Средиземноморья.
Положение страны на пути между Египтом и Азией и активная торговля делали ханаанеев открытыми для самых разнообразных культурных влияний. В городах, находившихся под властью египтян, дворцы и храмы возводились в египетском стиле, по соседству мог господствовать ассирийский стиль. В моде были египетские фигурки жуков-скарабеев и иные ювелирные изделия, вавилонские цилиндрические печати, хеттские золотые украшения из Малой Азии. Показательно, что ханаанеи использовали одновременно египетскую (иероглифическую) и вавилонскую (клинописную) письменность.

## Города и их правители
Ханаанские города были окружены стенами из глины и камней, защищавшими от набегов грабителей и от диких животных. Внутри городских стен дома теснились, лепясь один на другой, — подобное можно встретить на Ближнем Востоке и сегодня. Простые люди вели хозяйство на небольших участках земли или занимались различными ремёслами. Некоторые нанимались на работу к царю, богатым землевладельцам или купцам. Между городами были разбросаны деревни, где жили земледельцы и пастухи.
Правители городов постоянно ссорились и воевали друг с другом. Иногда города подвергались нападениям скрывавшихся в лесах разбойничьих шаек. Таково было положение дел в Ханаане около 1360 года до н. э. Об этом свидетельствуют документы, найденные при раскопках города Эль-Амарна в Египте. А библейские книги Иисуса Навина и Судей дают основание полагать, что и 100—200 лет спустя всё оставалось по-прежнему. Междоусобная вражда ханаанеев значительно облегчила израильтянам завоевание страны. Объединённым Ханааном овладеть было бы неизмеримо труднее.

## Религия ханаанеев
Ханаанские боги и богини были персонифицированными силами природы. Имя «Баал» (Ваал), означающее «господин», было титулом Хаду — бога грома, молнии и дождя (в самом слове «Баал» слышится звучание грома). Поскольку Баал ведал дождями, туманами и росой, от него зависело, каким будет урожай, что имело жизненно важное значение для всего ханаанского общества. Некоторыми исследователями найдены следы ханаанского гимна в псалме 28.
Женой Баала была Астарта или, иначе, Анат — богиня любви и войны, отцом — Эль — повелитель богов, который ко времени израильского завоевания превратился в довольно туманную фигуру. Женой Эля была Ашера — богиня-мать и повелительница моря. И Астарту, и Ашеру часто называли Баалат («хозяйка»).
К числу главных божеств принадлежали также Шамаш — бог солнца, Решеф — бог войны, Дагон — бог хлеба (буквально «рыба», имевший изображение с рыбьим хвостом). Вокруг старших богов вращалось множество прочих, составлявших семьи и дворы верховных божеств. Эта общая картина варьировалась, ибо каждый город имел своего персонального покровителя или своё любимое божество, часто именовавшееся «Господином» или «Госпожой» этого места.

### Рассказы о богах
Рассказы о богах ханаанеев известны как из собственно ханаанских (угаритских), так и из иноземных источников. Ханаанские божества были жестоки и кровожадны. Они находили удовольствие в бесконечных схватках друг с другом и в беспорядочных совокуплениях. В человеческие дела они вмешивались только ради удовлетворения собственных капризов, не задумываясь о причиняемых людям страданиях. Однако порой боги ханаанеев могли быть добрыми и щедрыми.
Естественно, подобная мифология оказывала влияние на ханаанский культ. Религиозные празднества превращались в разгул самых худших свойств человеческой натуры. Греческие и римские писатели ужасались бесчинствам, которые ханаанеи творили во славу своей религии. Библия сурово осуждает эти традиции (Втор. 18:9; 3 Цар. 14:22—24; Ос. 4:12—14).

### Храмы и жрецы
В главных городах Ханаана находились храмы важнейших богов. Каждый храм обслуживался жрецами, певчими и прислугой. По праздничным дням в храм входила торжественная процессия. Возглавлявший её местный царь совершал жертвоприношение. Одни жертвы сжигали целиком, другие делили между богом и верующими. По случаю большого праздника к процессии мог присоединиться и простой народ — ему разрешалось издали наблюдать за совершавшимися церемониями. Поскольку храмовые здания были небольшими, внутрь входили только посвящённые.
Для каждого царя было делом чести сделать храм своего божества возможно более величественным, покрыть изваяния богов и стены святилища драгоценными металлами, подавать богам пищу на золотых блюдах. Кроме статуи бога или символизировавшего его животного (к примеру, символом Ваала был бык, Ашеры — львица), внутри храма имелись жертвенник для жертвоприношений, жертвенник для курений и несколько каменных столбов, которые считались обиталищами богов или духов. Наряду с храмами в Ханаане существовали и святилища, устроенные на открытом воздухе («высоты»). Здесь тоже имелись каменные столбы, жертвенники и деревянный шест или ствол дерева. Народ приходил в такие святилища принести жертву или просто помолиться. Иногда местом почитания Ваала и Ашеры служили врытые в землю столбы (см. Втор. 12:3).
Во время жертвоприношения по внутренностям животного жрец предсказывал судьбу жертвователя. Другие предсказатели определяли будущее по звёздам, общаясь с мёртвыми или впадая в пророческий транс. От жрецов требовалось и умение исцелять больных с помощью молитв и магических заклинаний.

### Жертвоприношения
В жертву богам обычно приносили животных и пищу. По свидетельствам греческих и римских источников, у ханаанеев практиковались и человеческие жертвоприношения. Ханаанеи приносили детей в жертву Молоху. Рассказывается, что внутри громадного идола этого бога горела печь. Живых детей бросали в распростёртые руки этого идола, кидая детей через них в горящий внизу огонь. В «Библейском справочнике» утверждается, что археологи нашли в Мегиддо руины храма, посвящённого богине Астарте, жене Ваала: 
Лишь в нескольких шагах от этого места было кладбище, где найдены в кувшинах останки детей, приносимых в жертву… Жрецы Ваала и Астарты были официальными убийцами маленьких детей. 
Другой ужасный обычай назывался «жертвоприношением на основания». Когда заканчивалась постройка нового дома, то в жертву Ваалу приносился младенец, тело которого позже замуровывалось в стену…

## В Библии
Согласно Быт. 10:19, Ханаан это земля от Сидона на севере до Газы на юге и до южной оконечности Мёртвого моря на востоке. Детальное описанию границ Ханаана дано в Чис. 34:2—12: южная его граница проходила от южной оконечности Мёртвого моря через синайский Кадеш-Барнеа к побережью Средиземного моря. На севере граница Ханаана начиналась возле прибрежной горы Яор и проходила на восток к северу от современного Баальбека (на территории современного Ливана) и оттуда шла на северо-восток, проходила примерно в 100 км к северу от Дамаска. На востоке в эти земли входили район Дамаска, Хауран, Башан и Голан — вплоть до озера Киннерет, от граница проходила вдоль русла реки Иордан до северной оконечности Мёртвого моря. В Библии в Ханаан не включено Заиорданье. По данным учёных, эти границы примерно совпадают с границами египетских владений в Азии в 3-й четверти 2 тысячелетия до н. э.
По библейской генеалогии, Ханаан (Кна‘ан) был  младшим сыном Хама, братом Куша (Нубия), Мицраима (Египет) и Пута. Согласно библейской генеалогии он — прародитель народов, которые населяли Ханаан. Хам узрел наготу своего опьяневшего отца Ноя и рассказал об этом братьям, за что Ной произносит проклятие: «Проклят Ханаан; раб рабов будет он у братьев своих» (Быт. 9:24, 25). Неясным остаётся, почему Ной проклинает не самого Хама, а его сына. Согласно предположению некоторых исследователей, по причине глубокой враждебности израильтян к ханаанейским народам имя Хам в тексте было заменено на Ханаан.
Библия называет жителей Ханаана ханаанеями, но они представляли собой конгломерат разных народностей (в основном включали западных семитов, в том числе финикийцев), которые многократно упоминаются в Библии и по отдельности, например, аморреи. Библейские тексты изображают их в отрицательном ключе — как воплощение идолопоклонства и распутства. В Пятикнижии (Чис. 23:23; Втор. 7:1 и др.) израильтянам запрещено вступать в союзы и браки с ханаанеями и служить их богам, включая Ваала. Ненативное отношение к вступлению в браки с ханаанеями ярко проявилось в библейском повествовании о патриархах: Авраам и Исаак запрещали своим сыновьям жениться на ханаанеянках (Быт. 24:3; 28:6). Согласно Лев. 18:3 запрещено «поступать по делам земли Ханаанской», после чего приводится список половых запретов (Лев. 18:6—23); даётся предостережение «не делать мерзостей», которым предаются ханаанеи (Лев. 18:24, 26, 27).
Другое значение слова ханааней — «торговец», «купец». Например, пророк Осия (Ос. 12:8), порицая упадок морали у жителей Израильского царства, именует их «ханаанеями»: «Ханаанеянин с неверными весами в руке любит обижать». Иезекииль называл Вавилонию «землёй Ханаанской, городом торговцев».
Большое число памятников ханаанской литературы, в основном эпическо-мифологические тексты, пролившие новый свет на библейскую литературу, были обнаружены в ходе раскопок в Рас-Шамре, Угарите.

## В позднейшее время
В еврейских средневековых источниках Ханааном зачастую именовалась Восточная Европа, подобно другим землям, еврейские названия которых были образованы от библейских топонимов; соответственно, славянский язык назывался ханаанским — кнаанит (см. статью Еврейско-славянские диалекты). Византийские евреи с удивлением отмечали, что к северу от них живут евреи, не знающие ни одного языка, кроме кнаанит.
В 1930—1940-х годах было основано идейно-культурное движение «ханаанейцев», или «младоевреев», представители которого пытались установить прямую связь между культурой ханаанеев, живших на земле Израиля во 2-м тысячелетии до н. э., и культурой еврейского народа Израиля XX века с целью создать ново-старую культуру, отвергающую еврейские традиции в диаспоре. Движение оказало существенное влияние на политическую мысль, искусство, литературу и интеллектуальную жизнь Эрец-Исраэль и государства Израиль. Название «ханаанейцы» с долей иронии было присвоено группе Авраамом Шлёнским, а изначально группа называлась «Комитет за формирование еврейской молодёжи».